# Pajumaa
Koordinaten: 58° 35′ N, 23° 42′ O
Pajumaa (deutsch Paioma) ist ein Dorf (estnisch küla) in der Landgemeinde Lääneranna im Kreis Pärnu (bis 2017: Landgemeinde Hanila im Kreis Lääne) in Estland.

## Einwohnerschaft und Lage
Der Ort hat elf Einwohner (Stand 31. Dezember 2011). Er liegt vierzehn Kilometer südwestlich der Stadt Lihula.

## Geschichte
Bei Pajumaa haben Archäologen 1973 Spuren einer Besiedlung aus der zweiten Hälfte des ersten Jahrtausends vor Christus nachgewiesen.
Nordöstlich des Dorfes befand sich in einem ehemaligen Sumpfgebiet der Burgberg von Linnuse (Linnuse maalinn). Er war zwischen dem 11. und dem 13. Jahrhundert das Zentrum des historischen Kirchspiels.